# Mîhalciîna-Sloboda, Novhorod-Siverskîi
Mîhalciîna-Sloboda (în ucraineană Михальчина-Слобода) este localitatea de reședință a comunei Mîhalciîna-Sloboda din raionul Novhorod-Siverskîi, regiunea Cernihiv, Ucraina.

## Demografie
Componența lingvistică a localității Mîhalciîna-Sloboda
     Rusă (78,15%)
     Ucraineană (21,85%)
Conform recensământului din 2001, majoritatea populației localității Mîhalciîna-Sloboda era vorbitoare de rusă (78,15%), existând în minoritate și vorbitori de ucraineană (21,85%).